# Gina Jeffreys
Gina Jeffreys, pseudonimo di Gina Hillenberg (Toowoomba, 1º aprile 1968), è una cantautrice australiana.

## Biografia
Nel 1991 Gina Jeffreys ha partecipato al The Toyota Star Maker Quest al Tamworth Country Music Festival. Dopo aver pubblicato il suo primo singolo Slipping Away (una cover della canzone del 1975 di Max Merritt) su etichetta BMG Music e Radio Santa nel 1992, ha firmato un contratto discografico con la ABC Music e ha pubblicato Two Stars Fell, singolo che ha raggiunto la prima posizione nelle classifiche country australiane e che le ha conferito la sua prima Golden Guitar ai Country Music Awards of Australia.
Nel 1994 ha supportato Johnny Cash e Kris Kristofferson in tournée. Il suo album di debutto, intitolato The Flame, è stato pubblicato ad agosto 1994; si è posizionato 77º nella ARIA Albums Chart ed è stato certificato platino per le 70 000 copie vendute nel paese. Nel 1995 il disco è stato candidato per il Miglior album country agli ARIA Music Awards e ha regalato alla cantante la sua seconda Golden Guitar.
A luglio 1996 Gina Jeffreys ha reso disponibile il suo secondo album, Up Close, anticipato dal singolo Didn't We Shine con cui ha vinto la sua terza Golden Guitar. Ha esordito in 9ª posizione nella classifica australiana e in vetta a quella dedicata ai progetti country, venendo poi certificato disco d'oro nel paese. È stata impegnata in una tournée a livello nazionale per tutto il 1996 e l'anno seguente è stata inserita nella Tamworth Hands of Fame.
A giugno 1998 ha pubblicato il suo terzo album Somebody's Daughter, che ha raggiunto il 13º posto nella classifica australiana e che è stato certificato disco d'oro. Ha prodotto il singolo Dancin' With Elvis, che ha consentito alla cantante di vincere la sua quarta Golden Guitar; il disco stesso è stato candidato per il Miglior album country agli ARIA Music Awards. Nel 1999 ha registrato un album natalizio, intitolato Christmas Wish, arrivato in cima alla classifica australiana dedicata al genere country.
Nell'aprile 2001 è uscito l'album Angel, che ha esordito in 42ª posizione in madrepatria. È stato anch'esso candidato per il Miglior album country agli ARIA Music Award mentre il singolo omonimo, che ha anticipato la sua pubblicazione, ha vinto una Golden Guitar nel 2002 e un APRA Award, posizionandosi 57º nella ARIA Singles Chart. Nel 2002 è stato pubblicato il suo primo greatest hits, Best of Gina Jeffreys ... So Far, che ha sancito la fine del contratto della cantante con la ABC Music.
Nel 2006 Gina Jeffreys ha firmato un contratto per la Ocean Road Music, che ha distribuito il suo album Walks of Life, vincitore di un AIR Award e candidato nel genere country agli ARIA Music Awards. Ad aprile 2007 ha fondato il trio musicale Songbirds con le cantanti Beccy Cole e Sara Storer; insieme hanno pubblicato un album dal vivo, certificato disco d'oro e contenente un DVD distribuito anche nei cinema.
Nel 2009 Jeffreys si è esibita in un concerto sold out a Tamworth con Guy Sebastian e Wendy Matthews, seguito dall'uscita di Old Paint nel 2010, un album acustico costituito da cover. Ad agosto 2019, dopo nove anni di inattività musicale, ha pubblicato il suo ottavo album in studio, intitolato Beautiful Tangle.

## Discografia

### Album in studio
- 1994 – The Flame
- 1996 - Up Close
- 1998 - Somebody's Daughter
- 1999 – Christmas Wish
- 2001 – Angel
- 2007 – Walks of Life
- 2010 – Old Paint
- 2019 – Beautiful Tangle

### Raccolte
- 2002 - Best of Gina Jeffreys... So Far